# 詹姆斯敦 (路易斯安那州)
詹姆斯敦（英語：Jamestown），是美国路易斯安那州下属的一座村镇。根据2010年美国人口普查，该市有人口139人。建置上，属于“village”。